# Châtellenie de Frutigen
1400–1798
Entités précédentes :
- Baronnie de Frutigen
- Châtellenie de Mülenen

Entités suivantes :
- District de Frutigen

?–1400
Entités suivantes :
- Châtellenie de Frutigen

Le châtellenie de Frutigen est une châtellenie bernoise équivalente à un bailliage. Elle est créée en 1400 à partir de la baronnie de Frutigen.

## Histoire
La baronnie de Frutigen appartient d'abord aux Kien, puis aux Wädenswil et enfin aux la Tour. Antoine de la Tour vend la baronnie à Berne en 1400.
La châtellenie est créée en 1400. Dès le XVe siècle, le châtelain de Frutigen est également châtelain de Mülenen. La châtellenie de Mülenen est supprimée au XVIe siècle et son territoire rejoint la châtellenie de Frutigen.
Le siège de la baronnie puis de la châtellenie est le château de Tellenbourg, construit par les Kien.

## Châtelains
- 1461-? : Michel Binthemmer[3] ;
- 1483-? : Ludwig Archer[4] ;
- 1552-? : Michel Binthemmer[3] ;
- 1561-? : Moritz Tübi[5] ;
- 1621-? : Johanne Binthemmer[3] ;
- 1625-? : Benedikt Archer[4] ;
- 1770-? : Samuel Berseth[6] ;